# Pierre Gagnaire
Ne doit pas être confondu avec Pierre Gagnière.
Pour les articles homonymes, voir Gagnaire.
Pierre Gagnaire, né le 9 avril 1950 à Apinac dans la Loire, est un chef cuisinier étoilé français.

## Biographie
Fils d'un restaurateur réputé dirigeant le Clos Fleuri à Saint-Priest-en-Jarez, commune limitrophe de Saint-Étienne, Pierre Gagnaire commence à travailler comme pâtissier avant de passer un été dans le restaurant de Paul Bocuse. Il reprend pendant six ans le restaurant de son père avant d'ouvrir en 1981 son premier restaurant à Saint-Étienne, rue Georges Teyssier, puis rue de la Richelandière. C'est dans ce lieu au cadre très contemporain qu'il obtient pour la première fois trois étoiles au Guide Michelin en 1993. À la suite de difficultés financières, il ferme son restaurant de Saint-Étienne en mai 1996 puis vient s'installer à Paris, rue Balzac, où il retrouve ses trois étoiles au Guide Michelin quelque temps plus tard. En 2002, il ouvre le Sketch à Londres ; en 2005, un second établissement parisien voit le jour, le Gaya Rive Gauche, rue du Bac, plus simple que le premier ; toujours en 2005, un restaurant est ouvert à Tokyo ; en 2006, un autre à Hong Kong ; en 2009, il ouvre un restaurant à Las Vegas. Sa cuisine très créative est parfois considérée comme « iconoclaste ».

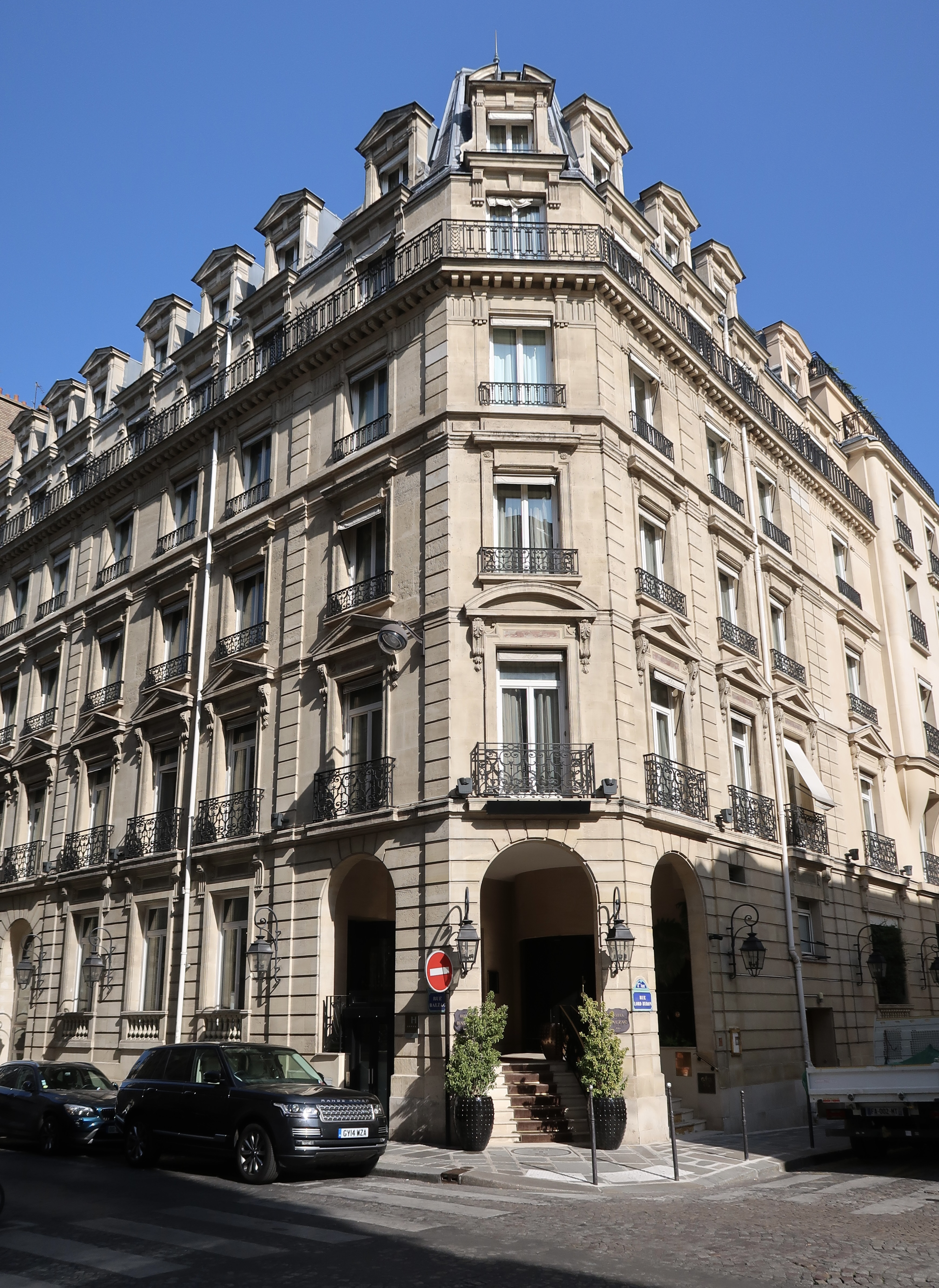
Hôtel Balzac, rue Balzac.

Ses plats évoquent souvent une constellation : une assiette principale entourée de multiples satellites[réf. souhaitée].
En 2006 paraît La cuisine c’est de l’amour, de l’art, de la technique, qu'il a coécrit avec Hervé This et, la même année, il publie Lucide et Ludique, résumant ses 40 années d'expériences culinaires. La même année, il s'engage aux côtés du ministère de la justice et de la direction de la protection judiciaire de la jeunesse en faveur de l'insertion professionnelle des mineurs en difficulté en accueillant dans ses cuisines des mineurs délinquants et en invitant 500 autres chefs à le suivre.
Pierre Gagnaire est membre de l'Académie culinaire de France.
En 2007, Pierre Gagnaire participe aux Étoiles de Mougins, le festival international de la gastronomie. Il est le président du concours amateur.
En 2018, il ouvre un restaurant à Dubaï.
Il participe à plusieurs saisons de l'émission Top Chef.
En 2023, il indique initialement participer aux élections européennes de 2024 en France en faisant partie de la liste se réclamant d'une défense de la ruralité, dirigée par le président de la fédération des chasseurs Willy Schraen, en étant en position de non-éligible. Lors de la présentation des premiers candidats de cette liste, il est indiqué que Gagnaire n'en fait pas partie.

## Vie privée
Il épouse Sylvie Le Bihan en 2007.

## Distinctions et titres[réf.nécessaire]
- Officier de l'ordre national du Mérite le 2 mai 2017[11]
- Commandeur de l'ordre du Mérite agricole (2024)[12]
- Commandeur de l'ordre des Arts et des Lettres[réf. nécessaire]
- Docteur Honoris Causa de l’université de Liège[réf. nécessaire]

En octobre 2014, Pierre Gagnaire obtient, pour le Lotte Hotel de Moscou, le prix Villégiature du meilleur hôtel d’Europe, décerné par un jury de journalistes étrangers.
Pierre Gagnaire détient 3 étoiles au Guide Michelin pour son restaurant principal de la rue Balzac à Paris.
Le 27 janvier 2015, Pierre Gagnaire est élu « plus grand chef étoilé du monde » selon ses pairs.
Le 1er février 2016, son restaurant Pèir à la Bastide de Gordes reçoit sa première étoile au Guide Michelin.
Le 9 février 2017, son restaurant Pierre Gagnaire à La Grande Maison de Bernard Magrez (Bordeaux) obtient directement deux étoiles au Guide Michelin moins de six mois après son ouverture. C'est l'un de ses plus fidèles lieutenants, le chef Jean-Denis Le Bras, qui officie au sein de son restaurant bordelais.
En 2019, il entre dans l'académie des « Toques d'or » du Gault & Millau.
En 2024, il cumule, via l'ensemble de ses établissements, pas moins de 13 étoiles au Guide Michelin.

## Restaurants
- France
  - Châtelaillon, Gaya cuisine de bords de Mer
  - Nîmes, Maison Albar Imperator
  - Paris, 
    - Restaurant Pierre Gagnaire , depuis 1996
    - Restaurant Gaya rive gauche,  depuis 2005
    - Restaurant Piero TT, depuis 2019
- Hors de France
  - Da Nang, La Maison 1888
  - Dubaï, Pierre's TT depuis 2018 & Choix Pâtisserie TT Restaurant par Pierre Gagnaire, depuis 2008
  - Londres, Sketch, depuis 2002
  - Séoul, Pierre Gagnaire à Séoul, depuis 2008
  - Shanghai, Le Comptoir de Pierre Gagnaire, depuis 2017
  - Tokyo, Pierre Gagnaire - Tokyo, depuis 2005
- Barrière Hotels group (Paris, Enghien les Bains, Courchevel, Toulouse, Cannes, La Baule, Montreux) Fouquet's

## Anciens restaurants
- France
  - Aix-en-Provence, Âma Terra, fin du partenariat
  - Courchevel, Piero TT, de 2007 à 2020 (restaurant Carrara géré par Marco Garfagnini)
  - Gordes, Peir de 2015 à 2019 (remplacé par le Clover de Jean-François Piège)
  - Saint-Étienne, Pierre Gagnaire[16],
  - Saint-Tropez, Colette, fermé
  - Bordeaux, la grande maison, fermé
- Hors de France
  - Berlin, Les Solistes by Pierre Gagnaire, ouvert de 2013–2016
  - Hong Kong, Pierre, de 2006 à une date inconnue
  - Las Vegas, Twist, de 2009 à une date inconnue
  - Moscou, Les Menus par Pierre Gagnaire, fermé
  - Riyad, Acacia by Pierre Gagnaire, fermé

## Publications
Pierre Gagnaire a écrit, seul ou en collaboration, de nombreux ouvrages, parmi lesquels :
- Pierre Gagnaire (illustrations de Philippe Charpentier), La cuisine immédiate, Robert Laffont, 1988.
- Pierre Gagnaire, Sucré-salé, La Martinière, 2003 ;
- Pierre Gagnaire et Hervé This, Alchimistes aux Fourneaux, Flammarion, 2007 ;
- Pierre Gagnaire et Hervé This, La cuisine c'est de l'amour, de l'art, de la technique, Éditions Odile Jacob, 2008 ;
- Pierre Gagnaire et Chilly Gonzales, Bande originale, Flammarion, 2010 ;
- Pierre Gagnaire, Un principe d'émotions, Éditions Argol, 2011.
- Pierre Gagnaire, La Cuisine des 5 saisons de Pierre Gagnaire, Solar, 2015 ;
- Pierre Gagnaire, Les copains d'abord, Solar, 21 novembre 2019, (photographies Claire Payen, stylisme Vincent Amiel;
- Luc Corlouër et Pierre Gagnaire, L'Amiral de Trogoff - Marin et Gourmet (essai), Le Cormoran, 2021.

## Filmographie
- 2023 : La Passion de Dodin Bouffant de Trần Anh Hùng[17],[19]